# Vitorino Henriques Godinho
Vitorino Henriques Godinho ComA • GOA • ComSE (Ansião, Ansião, 19 de Julho de 1878 — Lisboa, 5 de Fevereiro de 1962) foi um oficial do Exército Português, combatente na batalha de La Lys, deputado republicano e ministro dos Negócios Estrangeiros (1924) e do Interior (1925) durante a Primeira República Portuguesa. Foi pai do advogado, magistrado e político José Magalhães Godinho e do historiador Vitorino Magalhães Godinho.

## Biografia
Na Escola do Exército realizou os cursos de Infantaria e do Estado-Maior. Em 1912 integrou a missão militar enviada à Suíça para acompanhar manobras militares.
Com a entrada de Portugal na Grande Guerra integrou o Corpo Expedicionário Português enviado para França em 1917, tendo sido chefe do estado-maior da 2.ª Divisão. Terminou a sua carreira militar no posto de coronel.
Membro destacado do Partido Democrático, exerceu as funções de deputado ao Congresso da República entre 1911 e 1926. Foi ministro dos Negócios Estrangeiros no governo presidido por Rodrigues Gaspar (6 de Julho a 22 de Novembro de 1924) e ministro do Interior no governo presidido por Vitorino Guimarães (15 de Fevereiro a 1 de Julho de 1925).
Foi adido militar na Embaixada de Portugal em Paris e enviado a diversas reuniões internacionais, entre as quais a Conferência de Versalhes (1919).
A 15 de Fevereiro de 1919 foi feito Comendador da Ordem Militar de São Bento de Avis, a 28 de Junho de 1919 foi feito Comendador da Antiga, Nobilíssima e Esclarecida Ordem Militar de Sant'Iago da Espada, do Mérito Científico, Literário e Artístico e a 27 de Dezembro de 1927 foi elevado a Grande-Oficial da Ordem Militar de São Bento de Avis.